# Baixa dos Badejos
A Baixa dos Badejos localiza-se no oceano Atlântico, a cerca de meia milha náutica do porto da freguesia da Vila do Porto, no concelho da Vila do Porto, na costa sudoeste da ilha de Santa Maria, nos Açores.

## Formação geológica
Esta formação geológica constitui-se num afloramento rochoso marítimo, em um local de fortes correntes marítimas, onde os fundos marinhos são constituídos por acumulações de escoadas de lava de natureza basáltica, que formaram blocos e superfícies de morfologia irregular com algumas zonas planas. Nestas zonas surgem por vezes sulcos paralelos com 1,5 m de largura por 1 m de profundidade, com várias dezenas de metros de comprimento. As formações lávicas, deram, neste fundo marinho, forma a curiosas formações em arco.
Nos locais mais próximos da costa da ilha as escoadas de lava encontram-se grandemente fracturadas, associadas a acidentes tectónicos, dando origem a paredes verticais e sub-verticais, apresentando uma profundidade variável que ronda os 35 a 40 metros.

## Mergulho
É uma zona utilizada para a realização de mergulho de observação das espécies presentes utilizando o escafandro, sendo o mergulho predominantemente diurno.
Geralmente a descida inicial é efectuada até à plataforma rochosa, que se encontra mais perto da superfície, a 12 metros de profundidade, sendo depois o percurso do mergulho realizado de laje em laje. Cada etapa funcionando como ponto de apoio para a observação de diferentes espécies. Em linguagem corrente de mergulho, a este tipo de local, dá-se o nome de "janela".
Na vertente Norte, a segunda plataforma encontra-se a 24 metros de profundidade, local ideal para a observação de diferentes espécies de pelágicos e de grandes exemplares de Peixes-cão.
Entre a primeira e a segunda plataforma de mergulho observam-se grandes cardumes de bicudas, encharéus, patruças, írios, serras, bogas, podendo observar-se a interacção entre estas espécies e densos cardumes de chicharro ("Trachurus pictuíatusi").

## Flora e fauna
As espécies dominantes nesta baixa são as Garoupas ("Serranus atricauda"), Salemas ("Sarpa salpa"), Vejas ("Spansoma cretense"), Peixes-balão ("Sphoeroldes marmoratus"), Castanhetas-amarelas ("Chromis limbata"), Peixes-rei ("Coris julis") e Peixes-rainha ("Thalassoma pavo"), o que caracteriza uma riqueza biológica bastante grande.
Além das espécies mencionadas é ainda possível encontrar-se toda uma enorme variedade de fauna e flora marinha em que convivem cerca de 86 espécies diferentes, sendo 9.6 o Índice de Margalef. Entre elas incluem-se:
- Água-viva ("Pelagia noctiluca")
- Alga vermelha ("Asparagopsis armata")
- Alga castanha ("Dictyota dichotoma")
- Alga Roxa ("Bonnemaisonia hamifera")
- Anêmona-do-mar ("Alicia mirabilis")
- Alface do mar ("Ulva rígida")
- Ascídia-flor ("Distaplia corolla")
- Barracuda ("Sphyraena")
- Boga ("Boops boops")
- Bodião ("labrídeos")
- Caravela-portuguesa ("Physalia physalis")
- Chicharro ("Trachurus picturatus")
- Carangeuijo-eremita ("Calcinus tubularis")
- Craca (Megabalanus azoricus)
- Estrela-do-mar ("Ophidiaster ophidianus")
- Lapa ("Docoglossa")
- Lírio ("Campogramma glaycos")
- Mero ("Epinephelus itajara")
- Musgo ("Pterocladiella capillacea")
- Ouriço-do-mar-negro ("Arbacia lixula")
- Ouriço-do-mar-roxo ("Strongylocentrotus purpuratus")
- Peixe-cão ("Bodianus scrofa")
- Peixe-porco ("Balistes carolinensis")
- Polvo ("Octopus vulgaris")
- "Pomatomus saltator"
- Ratão ("Taeniura grabata")
- Salmonete ("Mullus surmuletus")
- Solha ("Bothus podas maderensis")
- Sargo ("Dictyota dichotoma")
- Toninha-brava ("Tursiops truncatus")
- Tartaruga-careta ("Caretta caretta")
- "Zonaria flava"